# کیهسی
کیهسی (انگلیسی: Chiesi Farmaceutici) شرکت داروسازی ایتالیایی است، که در سال ۱۹۳۵ تأسیس شد.